# پل بلوار جکسون
پل بلوار جکسون یک پل خرپای پرت، روسازه خرپایی، پل بازشو با محور ثابت است که از روی رود شیکاگو در بلوار جکسون در مرکز شهر شیکاگو عبور می‌کند. این پل در سال ۱۹۱۵ ساخته شده و ۲۷۳ فوت طول دارد.